# Jadwinin (Mazovie)
Pour les articles homonymes, voir Jadwinin.

Jadwinin (prononciation : [jadˈvinin]) est un village polonais de la gmina de Tłuszcz dans le powiat de Wołomin de la voïvodie de Mazovie dans le centre-est de la Pologne.
Il est situé à environ 5 kilomètres au sud-ouest de Tłuszcz (siège de la gmina), 14 kilomètres au nord-est de Wołomin (siège du powiat), et 36 kilomètres au nord-est de Varsovie (capitale de la Pologne).
Le village possède une population de 100 habitants en 2006.

## Histoire
De 1975 à 1998, le village appartenait administrativement à la voïvodie d'Ostrołęka.